# Marek Holý

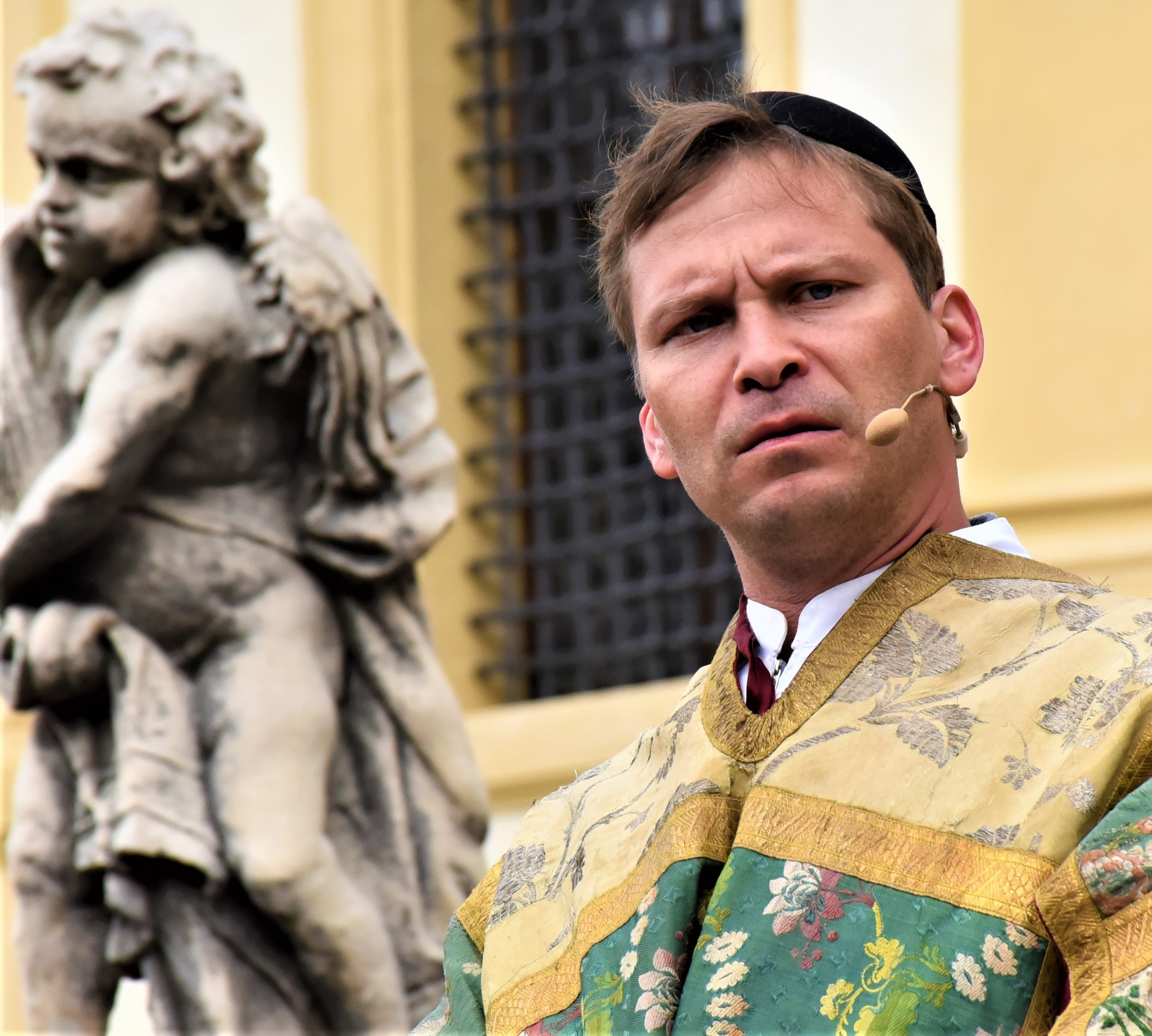
Marek Holý, jako Joram v inscenaci Pašijová hra, uvedené před pražskou Loretou v dubnu 2019, režie Oldřich Vlček.

Marek Holý (* 7. listopadu 1979, Brno) je český divadelní, filmový a dabingový herec, člen souboru Divadla na Vinohradech.

## Profesní život
Vystudoval brněnskou konzervatoř. Před studiem JAMU dal přednost angažmá v Národním divadle moravskoslezském v Ostravě. Jeho cesta pokračovala do Prahy, kde působil několik let v Divadle Na Fidlovačce. Od sezóny 2012/2013 je členem hereckého souboru Divadla na Vinohradech.
Je držitelem Ceny Thálie 2013 v oboru opereta, muzikál za titulní roli v muzikálu Zorro uváděného v Divadle Hybernia.

## Divadelní role (výběr)

### Divadlo na Vinohradech

#### Velká scéna

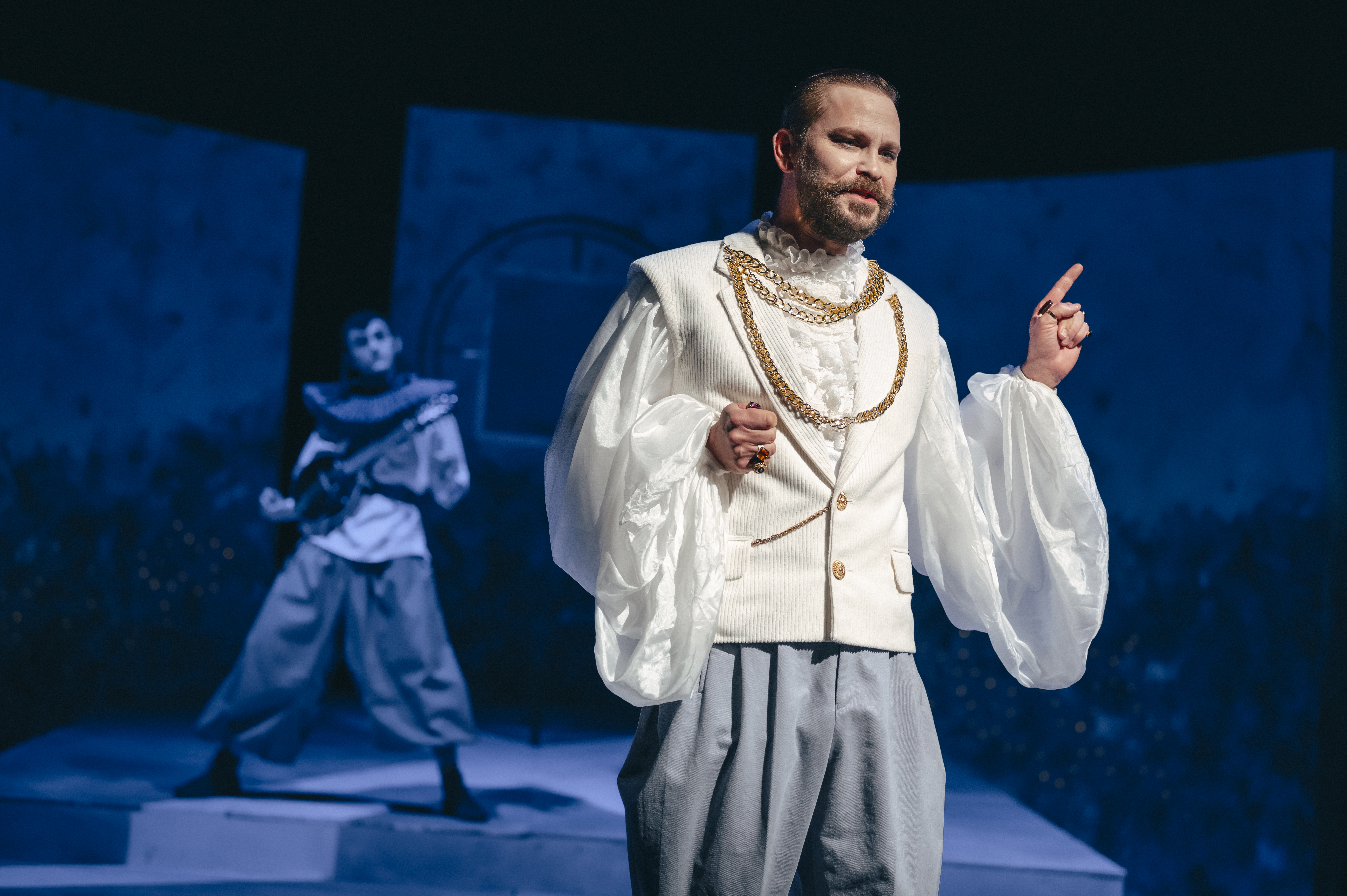
Marek Holý v roli Orsina v inscenaci Večer tříkrálový, Divadlo na Vinohradech, foto Petr Chodura (2024)

- 2012 Stepherd Mead – Frank Loesser – Abe Burrows: Jak udělat kariéru snadno a rychle, režie: Radek Balaš, poprvé: 5. října 2012, premiéra: 15. října 2012, role: Tackaberry
- 2012 William Shakespeare: Zkrocení zlé ženy, režie: Juraj Deák, premiéra: 14. prosince 2012, role: Lucenzio
- 2013 Alexandr Nikolajevič Ostrovskij: Les, režie: Daniel Hrbek, premiéra: 31. května 2013, role: Alexej Bulanov
- 2013 Luigi Pirandello: Jindřich IV., režie: Michal Vajdička, premiéra: 20. prosince 2013, role: Ariald
- 2014 Arthur Wing Pinero: Soudce v nesnázích, režie: Tomáš Töpfer, premiéra: 21. března 2014, role: Cis Farringdon
- 2014 Peter Shaffer: Amadeus, režie: Martin Čičvák, premiéra: 7. listopadu 2014, role: Větříček III. (Baron Gottfried van Swieten)
- 2015 Karel Čapek: Loupežník, režie: Tomáš Töpfer, premiéra: 6. února 2015, role: Loupežník
- 2015 Jan Vedral: Kašpar H. (Dítě Evropy), režie: Natália Deáková, premiéra: 11. září 2015, role: Učitel Meyer
- 2015 William Shakespeare: Romeo a Julie, režie: Juraj Deák, premiéra: 12. prosince 2015, role: Tybald
- 2016 Georges Feydeau: Když ptáčka lapají…, režie: Tomáš Töpfer, poprvé: 14. listopadu 2016, premiéra: 6. ledna 2017, role: Fernand de Bois
- 2017 Molière: Škola žen, režie: Juraj Deák, premiéra: 21. dubna 2017, role: Alan
- 2017 James Goldman: Lev v zimě, režie: Jan Burian, premiéra: 21. října 2017, role: Bohumír, prostřední syn
- 2018 Nikolaj Vasiljevič Gogol: Revizor, režie: Juraj Deák, premiéra: 19. prosince 2018, role: Artěmij Filipovič Zemljanika, správce špitálu
- 2019 Friedrich Dürrenmatt: Návštěva staré dámy, režie: Jan Burian, premiéra: 6. září 2019, role: Illův syn / Manželé VII–IX
- 2019 William Shakespeare: Jak se vám líbí, režie: Juraj Deák, premiéra: 13. prosince 2019, role: Oliver
- 2020 Jan Vedral podle Olgy Scheinpflugové: Český román, režie: Radovan Lipus, světová premiéra: 11. září 2020, role: Ferdinand Peroutka
- 2021 Eugène Labiche: Slaměný klobouk, režie: Tomáš Töpfer, premiéra: 8. září 2021, role: Tavernier
- 2022 Jiří Křižan – Martin Františák: Je třeba zabít Sekala, režie: Pavel Khek, premiéra: 8. dubna 2022, role: Sekal
- 2022 George Bernard Shaw: Člověk nikdy neví, režie: Šimon Dominik, premiéra: 18. listopadu 2022, role: Finch
- 2023 Jan Vedral podle Josefa Škvoreckého: Danny Smiřický (Příběhy inženýra lidských duší), režie: Radovan Lipus, světová premiéra: 27. ledna 2023, role: Uippelt
- 2024 William Shakespeare: Večer tříkrálový aneb Cokoli chcete, režie: Juraj Deák, poprvé: 21. června 2024, premiéra: 6. listopadu 2024, role: Orsino
- 2025 Alena Mornštajnová – Jiří Janků: Hana, režie: Petr Svojtka, premiéra: 4. dubna 2025, role: Jaroslav Horáček

#### Studiová scéna

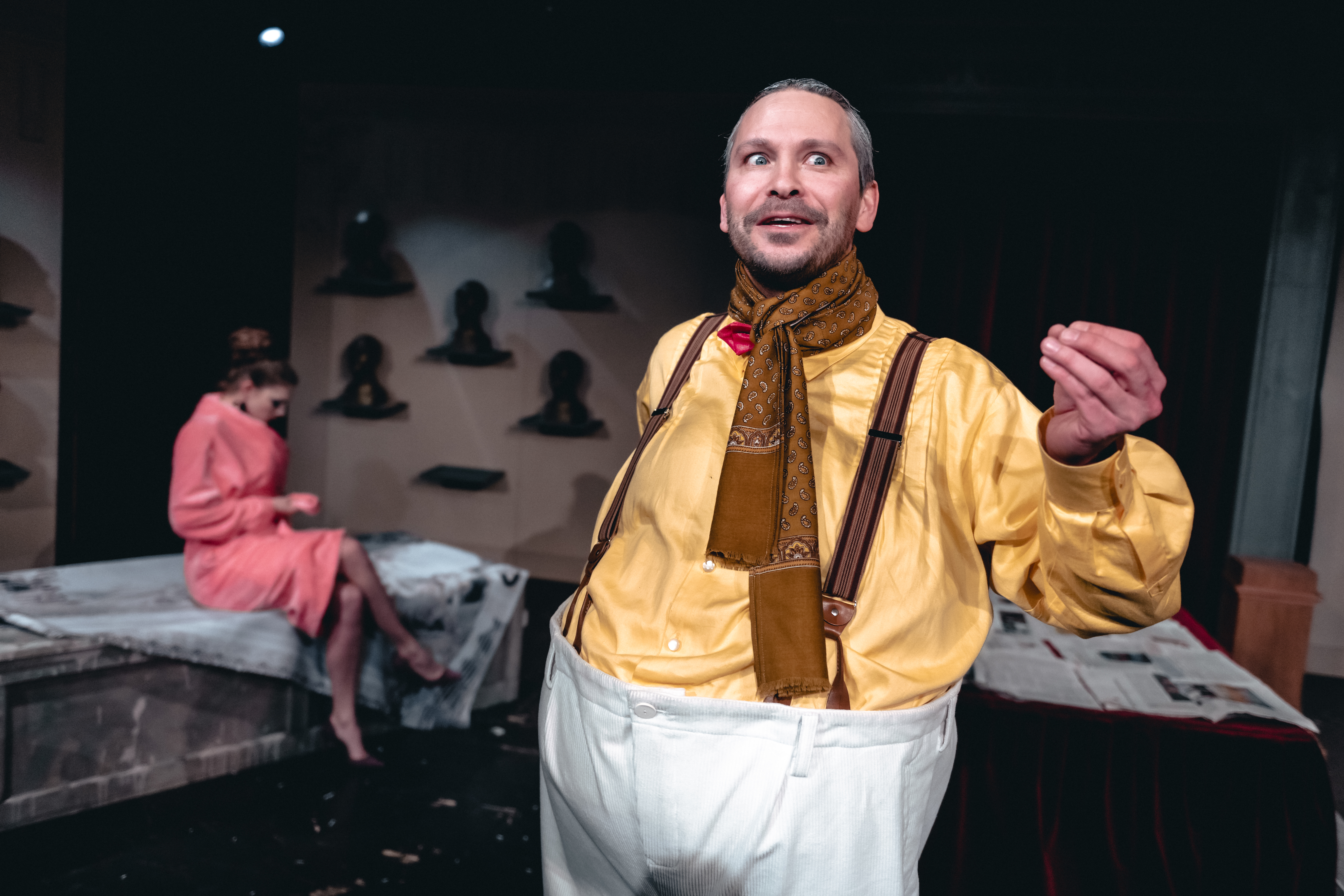
Marek Holý v roli Šaldy v inscenaci Komedie o pronásledování a umučení dr. Šaldy, Divadlo na Vinohradech, foto Petr Chodura (2024)

- 2013 Július Barč-Ivan: Dva, režie: Natália Deáková, česká premiéra: 23. září 2013, role: Mauro
- 2016 Ladislav Smoček: Piknik, režie: David Šiktanc, premiéra: 4. března 2016, role: Crack
- 2019 Václav Havel: Motýl na anténě – Audience, režie: Šimon Dominik, premiéra: 29. listopadu 2019, role: Jeník (Motýl na anténě); Vaněk (Audience)
- 2024 Karel Steigerwald: Komedie o pronásledování a umučení dr. Šaldy, režie: Šimon Dominik, premiéra: 26. ledna 2024, role: Nývlt – Šalda

### Divadlo Na Fidlovačce

#### Velká scéna
- Carmen – José,[p 1] premiéra 24. dubna 2003
- Balada pro banditu – Nikola Šuhaj, 25. března 2004
- Poprask na laguně – Titta-Nane, 9. září 2004
- Divotvorný hrnec – Woody Richtarik, 25. listopadu 2004
- Funny Girl – Tenor, sbor, 14. dubna 2005
- Komická potence aneb Něco v ní je – Adam, 8. září 2005
- Hledá se muž. Zn: bohatý! – hlavní mužská role Jimmy Smith, 1. června 2006
- Muž z Lamanchy – Pedro, 23. března 2007

#### Komorní scéna
- Motýli – Ralph Austin, 27. března 2006
- Mistrovská lekce – tenor, 9. září 2006
- Tři deštivé dny – Walker + Ned Janeway, 13. září 2007

### Jiné
- Divadlo Milénium, CATS – Rambajz-tágo

## Televizní role
V televizi ho mohli diváci zhlédnout v pohádkách Sedmero krkavců (1993) a Kočičí princezna (2005). Objevil se i v seriálu České televize Četníci z Luhačovic, kde si zahrál strážmistra Hynka Polívku (2017).

## Rozhlasové role
- 2019 David Greig: Vzdálené ostrovy, Český rozhlas, překlad David Drozd. Rozhlasová úprava a dramaturgie Martin Velíšek. Hudba Jan Šikl. Režie Petr Mančal. Osoby a obsazení: Kirk – majitel ostrova (Jan Vlasák), Kirkova neteř (Ivana Uhlířová), John – přírodovědec (Marek Holý) a Robert – přírodovědec (Jiří Racek) a (Rostislav Novák).[1]
- 2019 Neil Simon: Apartmá v hotelu Plaza, třídílné rozhlasové zpracování (1. díl: Host z lepších kruhů, 2. díl: Host z Hollywoodu, 3. díl: Svatební hosté), Překlad: Ivo T. Havlů, hudba: Kryštof Marek, dramaturg: Martin Velíšek, režie: Dimitrij Dudík, premiéra: 29. 12. 2019, hrají: Bára Hrzánová, Igor Bareš, Jan Battěk, Andrea Elsnerová, Lucie Pernetová, Michal Dlouhý, Zuzana Slavíková, Marek Holý, Václav Kopta.[2]

## Dabing
- Bodyguard
- Transformers: Prime: Smokescreen (2. série 18. epizoda)
- Papírový dům – Profesor
- Detektiv Endeavour Morse
- Dům na vlnách (2022) – Kosuke Kumagaya

## Audioknihy
Marek Holý je také interpretem audioknih Pod znakem orla a Vítězství orla od Simona Scarrowa (Audiotéka, 2016) a Duna od Franka Herberta. Dále je interpretem audioknihy Orel na lovu a Orel mezi vlky (Audiotéka, 2017) a Hora mezi námi od Charlese Martina (Motto, listopad 2018). Načítal také audioknihu Orlova kořist; Orlovo proroctví a Sestup – vydala Audiotéka, 2018. V roce 2019 načetl také audioknihu The Crown (vydala Audiotéka) a audioknihu Evoluce – Město přeživších a Evoluce – Věž zajatců (vydala Audiotéka). V roce 2020 načetl audioknihu Orel v písku (vydala Audiotéka), audioknihu Evoluce – Pramen života (vydala Audiotéka) a titul Centurion (vydala Audiotéka).